# 파 아웃 매거진
파 아웃 매거진(영어: Far Out Magazine)은 2010년 설립된 영국의 온라인 잡지로 런던에 본사를 두고 있다. 인디펜던트 및 얼터너티브 문화의 초점을 두어 음악, 영화의 리뷰나 인터뷰 등을 한다.

## 역사
파 아웃 매거진은 2010년 당시 리즈 메트로폴리탄 대학교의 학생이었던 리 토머스메이슨이 만들었다. 이후 잭 왓틀리가 웹사이트의 편집자가 되었다. 리 토머스메이슨은 이전에 스카이 스포츠, 더 미러, 메트로 등에서 스포츠 리포터로 일한 경력이 있었다.
주목받지 않은 음악가나 인디펜던트 음악에 초점을 맞추었지만, 2013년에는 영화로 범위를 확장하였고, 시간이 지나며 여행, 예술, 사진 등의 분야도 함께 다루기 시작했다.
2017년, 파 아웃 매거진은 자살 예방 자선단체인 CALM과 제휴를 맺었다. 2021년에는 영국 영화 협회와 파트너십을 맺고 홍콩 출신 영화감독 왕가위의 작품에 대한 기사를 썼다.